# 犹太佛教徒
犹太佛教徒，是一种多重宗教身份认同。指修习各种形式的禅宗冥想、诵经或修行的有犹太背景的人。在英语语境中可称JewBu，这个词随着罗杰·卡梅内茨于1994年出版的《莲花中的犹太人》（The Jew in the Lotus ）而首次广泛流传。对于犹太佛教徒而言，犹太教与佛教的信仰可以共荣共存、兼容并包，他们并没有因信佛而抛弃犹太教的信仰与传统。
十诫和古典犹太法（哈拉卡）禁止任何犹太人崇拜耶和华以外的任何神——特别是通过鞠躬、上香、献祭或倒酒，同样禁止加入或服务于其他宗教，因为这样做会使该人成为叛教者或偶像崇拜者。由于大多数佛教徒不认为佛陀是一个神，犹太佛教徒不认为佛教的做法是崇拜，尽管有些做法包括向佛像供奉香火和食物，以及在佛像前进行跪拜和鞠躬。此外，许多佛教徒（特别是小乘佛教徒）并不崇拜佛陀，而是 "崇敬 "和 "感谢 "佛陀的成就和慈悲的教导，即发现和教导佛法，使他人摆脱痛苦并获得涅槃。

## 著名人士
小罗伯特·唐尼